# ジル・ロマン
ジル・ロマン（Gil Roman、1960年11月29日 - ）は、フランス生まれのバレエダンサー。

## 来歴
母親はコルシカ人。南フランスのアレスで生まれ、モンペリエで幼少期を過ごす。7歳でバレエを始め、モンテカルロのプリンセス・グレース・アカデミーでマリカ・ベゾブラゾヴァに学んだ後、カンヌの国際センターでロゼラ・ハイタワーに師事した。同地でモーリス・ベジャールの『想像のモリエール』を見て感銘を受け、ベジャール率いる二十世紀バレエ団（当時、1987年にベジャール・バレエ・ローザンヌと改編）のオーディションを受けて1979年に入団。83年の『未来のためのミサ』で主役に抜擢され、以降はベジャールのほとんどの作品で重要な役を踊るようになる。特にジョルジュ・ドンが亡くなった1992年以降は、ベジャールの片腕としてカンパニーを支え、93年には副芸術監督に就任。
ベジャールがドンのために振付けた『アダージェット』を踊ることを許された唯一のダンサーとしても知られる。
レパートリーは上記のほかに、『メフィスト・ワルツ』『コンクール』『マルロー』『ハムレット』『ピラミッド』『ニーベルンゲンの指輪』『Mr.C』『リア王―プロスペロー』『中国の不思議な役人』『バレエ・フォー・ライフ』など。また、ベジャールが監督した映画『若者についての逆説』、戯曲『A6Roc』にも出演している。
2007年11月のベジャールの死去に伴い、ベジャール・バレエ・ローザンヌの後任の芸術監督に就任。